# Vengeance (videogioco)
Vengeance è un videogioco sparatutto a scorrimento spaziale pubblicato nel 1987 per Commodore 64 dalla CRL Group. Presenta anche fasi di esplorazione di labirinti con visuale in prima persona.

## Modalità di gioco
Si controlla una navicella che sorvola un'enorme stazione spaziale con scorrimento verticale continuo. La navicella si può muovere in tutte le direzioni e sparare un doppio raggio verso l'alto. I nemici sono navicelle aliene di otto diversi tipi e postazioni fisse sulla superficie. Alcuni possono sparare proiettili, o in qualche caso anche missili inseguitori; il giocatore perde subito una vita a ogni colpo o scontro. Colpendo certi obiettivi si possono far apparire bonus da raccogliere al volo, come power-up, vite, punti o anche malus che fanno perdere tutto. Distruggendo i nemici e i numerosi serbatoi sparsi sulla stazione si accumula l'energia che è necessaria per le fasi tridimensionali di abbordaggio di astronavi nemiche.
Premendo la barra di spazio si mette in pausa l'azione e si apre un menù a tendina che permette di visualizzare l'energia e gestire gli abbordaggi, oltre a opzioni generali come abbandonare la partita o accendere la musica. Per abbordare una qualsiasi navicella nemica si teletrasporta un droide al suo interno. Sempre a gioco fermo, si deve spostare un cursore dalla propria astronave a quella nemica. L'energia si consuma in proporzione alla strada percorsa dal cursore, soprattutto se passa sopra proiettili o esplosioni. Inoltre una quantità fissa di energia è richiesta a seconda del tipo di astronave; quelle più resistenti ai colpi durante l'azione sono anche le più costose da abbordare.
Una volta a bordo, appare una finestra più piccola dove si controlla il droide con visuale in prima persona. L'interno dell'astronave è un labirinto di corridoi, da esplorare con l'obiettivo di trovare e rubare un componente del motore. L'energia rimasta diventa il tempo a disposizione per raggiungere l'obiettivo. Una minimappa mostra la pianta del labirinto, ma solo delle vicinanze di fronte al droide. I movimenti possibili del droide sono rotazioni di 90° e avanzamenti a scatti. Si ha un mirino fisso al centro della visuale con il quale sparare alle guardie nemiche, simili a sfere fluttuanti; se invece si viene raggiunti da loro, l'energia si azzera e l'abbordaggio fallisce subito. Per completare il gioco si deve ottenere un componente da ciascuno degli otto tipi di astronavi aliene e quindi arrivare alla fine della stazione spaziale.